# Bothriothorax koponeni
Bothriothorax koponeni är en stekelart som beskrevs av Khlopunov 1984. Bothriothorax koponeni ingår i släktet Bothriothorax och familjen sköldlussteklar.
Artens utbredningsområde är Finland. Inga underarter finns listade.